# Acélhaj
Az acélszál vagy acélhaj az ipari padlók, lőtt betonok, előre gyártott betonelemek szerkezeti megerősítésére alkalmas termék. Hossza, átmérője, alakja, kiképzése, húzó- és hajlítószilárdsága, esetleges bevonata mindig az előírt feladathoz igazodik. Alkalmazása a távtartós hegesztett betonháló elhelyezésével, rögzítésével ellentétben rendkívül egyszerű: a megadott mennyiséget a betongyárban vagy mixerautóban bele kell keverni a betonba. A teljes elkeveredés után a szálak egyenletes eloszlású térhálós elhelyezkedéssel átszövik a betonlemez teljes terjedelmét, és ott is kifejtik hatásukat, ahol a hegesztett háló erre már nem képes.
Az acélszál erősített betonok mechanikai tulajdonságai megváltoznak a szálerősítés nélküliekhez képest: alkalmazásuknak elsődleges célja a keletkező húzóerők felvétele használati terhekre és a határ terhekre egyaránt.
A legalkalmasabb acélszál típus az adott projekt adatai ismeretében (beton nyomószilárdsága, ágyazati tömörség, betonlemez vastagsága, terhelési adatok – megoszló terhelés, járműterhelés, polclábterhelés, targoncaterhelés stb.) határozzák meg, mint ahogy az adagolási mennyiségeket is beton m³-enként.

## Acélszál, hegesztett acélháló helyettesítése
Az acélszál helyettesíthető szintetikus makroszálakkal. Az acél nyersanyag világpiaci árának gyors emelkedése miatt jelenleg kiemelt szerephez jutnak a szintetikus makroszálak, melyek használatával nem csak gazdaságosabban váltható ki az acélszál és a hegesztett acélháló, hanem alkalmazásuk az alábbi további előnyökkel is jár: korróziómentes, nem mágneseződik, savaknak és lúgoknak ellenáll, egyszerűbb és gazdaságosabb szállítani, raktározni, a betonpumpát, mixerdobot nem koptatja, statikailag tervezhető, viszonylag széles körben alkalmazható.